# Javi Moreno
Javier Moreno Valera (Silla, Valencia, España, 10 de septiembre de 1974) es un exjugador y entrenador de fútbol español.  Como jugador se desempeñaba en la posición de delantero. Actualmente es el entrenador de la Real Balompédica Linense, del Grupo 4 de la Segunda Federación.

## Trayectoria

### Como futbolista
Se formó en la cantera del Fútbol Club Barcelona. Pasó por equipos como el Deportivo Alavés, Milan, Atlético de Madrid o Real Zaragoza, con el que consiguió una Supercopa de España de Fútbol en 2004.
Su etapa más recordada es seguramente la del Alavés, club con el que llegaría a disputar la final de la Copa de la UEFA 2000-01, contra el Liverpool de Gerrard, Owen o Fowler, entre otros, en un trepidante partido que a punto estuvo de llevarse el Glorioso.
El final de su carrera como jugador llegaría después de su segunda etapa como jugador del Córdoba Club de Fútbol. En 2008, tras tres años en el conjunto andaluz, ficharía por el antiguo Ibiza-Eivissa de la Segunda División B. Sin embargo, hacia el final de la primera vuelta, anunció su retirada momentánea tras marcharse del equipo ibicenco, renunciando al cobro de la ficha. Pese a considerar su retirada, en verano de 2009 fichó por el Lucena, equipo que dejó en diciembre de ese mismo año para abandonar definitivamente el fútbol.

### Como entrenador
Tras una notable carrera como futbolista, colgó las botas y pasó a los banquillos, donde inició su andadura como técnico en el Utiel, manteniéndose en el puesto durante dos temporadas y media, hasta 2015. Fue el club en el que jugaron su padre y abuelo. Seguido de ello, aterrizaría en el banco del Novelda, donde dirigió al conjunto alicantino una campaña. En 2019 cogería las riendas del CD Pozoblanco en Tercera División, al que salva del descenso pese a cogerlo en el último lugar de la tabla.
El 13 de noviembre de 2020, firmaría como entrenador de la Sociedad Deportiva Ejea de la Segunda División B de España. Allí lograría la mejor clasificación del equipo en Segunda División B.
El 14 de octubre de 2021 firma como entrenador del Club de Fútbol Badalona de la Segunda División RFEF. Su temporada se salda con números de play-off de ascenso.
El 15 de junio de 2022 firma por dos temporadas como nuevo entrenador de la S.D. Tarazona de la Segunda División RFEF. Con el Tarazona, y a falta de 11 jornadas, bate el récord de victorias del club desde su ascenso a Segunda División B con un total de 12. Además, su equipo fue máximo goleador de todos los grupos de Segunda RFEF en las jornadas 26 y 27, anotando 49.
El 10 de julio de 2023 logra un hito histórico en la ciudad aragonesa, al conseguir el ascenso a Primera RFEF empatando a uno en el partido de vuelta de la eliminatoria final ante el CDA Navalcarnero. Los turiasonenses llevaban ventaja del partido de ida disputado en Tarazona, en el que se impusieron por dos goles a uno.
Javi Moreno no sólo consiguió el ascenso, además, el Tarazona, fue el máximo goleador de los 90 clubes de la categoría, al anotar 67 dianas. Es la localidad con menor número de habitantes que participa Primera RFEF, con poco más de 10.000. El 14 de junio de 2023, la S.D. Tarazona anunciaba su marcha. Firmaría posteriormente por el C.D. Numancia de Soria, fichaje que se oficializaría el 6 de julio.
El 9 de octubre de 2024, firma por la Real Balompédica Linense, del Grupo 4 de la Segunda Federación.

## Clubes

### Como futbolista
| Club                   | País       | Año       |
| ---------------------- | ---------- | --------- |
| F. C. Barcelona "C"    | España     | 1994-1996 |
| F. C. Barcelona "B"    | España     | 1996      |
| Córdoba C. F.          | España     | 1996-1997 |
| Yeclano C. F.          | España     | 1997      |
| Deportivo Alavés       | España     | 1998      |
| C. D. Numancia         | España     | 1998-1999 |
| Deportivo Alavés       | España     | 1999-2001 |
| A. C. Milan            | Italia     | 2001-2002 |
| Atlético de Madrid     | España     | 2002-2004 |
| Bolton Wanderers F. C. | Inglaterra | 2004      |
| Real Zaragoza          | España     | 2004-2005 |
| Córdoba C. F.          | España     | 2005-2008 |
| U. D. Ibiza            | España     | 2008-2009 |
| Lucena C. F.           | España     | 2009      |

### Como entrenador
| Club                       | País   | Año       |
| -------------------------- | ------ | --------- |
| C. D. Utiel                | España | 2012-2015 |
| Novelda C. F.              | España | 2015-2016 |
| A. D. Alcorcón "B"         | España | 2016      |
| Córdoba C. F. (juvenil DH) | España | 2018-2019 |
| C. D. Pozoblanco           | España | 2019-2020 |
| S. D. Ejea                 | España | 2020-2021 |
| C. F. Badalona             | España | 2021-2022 |
| S. D. Tarazona             | España | 2022-2023 |
| C.D. Numancia              | España | 2023-2024 |
| Balompédica Linense        | España | 2024-act. |

## Palmarés

### Campeonatos nacionales
| Título              | Club          | País   | Año  |
| ------------------- | ------------- | ------ | ---- |
| Supercopa de España | Real Zaragoza | España | 2004 |